# シュワルツシルト解
アインシュタインによる一般相対性理論において、シュワルツシルト解（シュワルツシルトかい、英: Schwarzschild solution)は、シュワルツシルト計量 Schwarzschild metric、シュワルツシルト真空 Schwarzschild vacuum とも呼ばれる。(なお、シュワルツシルトでなくシュヴァルツシルトとも呼ばれる）とは、アインシュタイン方程式の厳密解の一つで、球対称で静的な質量分布の外部にできる重力場を記述する。ただし、電荷や角運動量、宇宙定数はすべてゼロとする。この解は太陽や地球など、十分に自転の遅い恒星や惑星が外部の真空空間に及ぼす重力を近似的に表わすことができ、応用されている。名称については、この解を1916年に初めて発表したカール・シュヴァルツシルトに由来する。

## 解説
バーコフの定理により、シュワルツシルト計量は球対称性をもつアインシュタイン方程式の真空解として唯一のものといえる。シュワルツシルト・ブラックホール（Schwarzschild black hole）または別名静的ブラックホール(static black hole)とは、電荷も角運動量ももたないブラックホールを指す。シュワルツシルト・ブラックホールはシュワルツシルト解により記述でき、シュワルツシルトブラックホールにはその質量以外で区別する手段がない。
シュワルツシルトブラックホールには、その中心からシュワルツシルト半径だけ離れた場所に事象の地平面と呼ばれる境界面を持つという特徴がある。この境界面は物理的な面ではなく、もし人が事象の地平面の内部に（潮汐力により引き裂かれる前に）落ち込んだとしても、物理的ななにかを感じることはない。この面は数学的なものであり、ブラックホールの性質を決定づける上で重要である。無回転・無電荷の質量が、その質量に応じたシュワルツシルト半径よりも小さい領域に凝集したとき、必ずブラックホールが生じる。シュワルツシルト解は質量 M がどんな値でも成り立つので、形成するための条件を満たせば（一般相対性理論によれば）原理的には任意の質量のシュワルツシルトブラックホールが存在しうる。

## シュワルツシルト計量
符号 (1, −1, −1, −1) のシュワルツシルト座標を用いると、シュワルツシルト計量の線素は以下のような式で書き下される。
{\displaystyle c^{2}{\mathrm {d} \tau }^{2}=\left(1-{\frac {r_{\mathrm {s} }}{r}}\right)c^{2}\mathrm {d} t^{2}-\left(1-{\frac {r_{\mathrm {s} }}{r}}\right)^{-1}\mathrm {d} r^{2}-r^{2}\left(\mathrm {d} \theta ^{2}+\sin ^{2}\theta \,\mathrm {d} \varphi ^{2}\right)}
ここで、以下のような変数および定数を用いた。
- τ は固有時間（試験粒子のたどる世界線に沿って動く時計で測った時間）
- c は光速
- t は座標時（質量から無限に遠い静的な時計で測った時間）
- r は動径座標
- θ は余緯度座標（北極からラジアン単位で測った角度）
- φ は経度座標（単位はラジアン）
- rs は質量をもつ物体に対応するシュワルツシルト半径（M により rs = 2GM/c2 のように決まるスケールファクター。ここで G は万有引力定数である）[1]

この解は、ニュートン力学において質点のつくる重力場に相当する。
ほとんどの場合、rs/r は極端に小さい。たとえば地球のシュワルツシルト半径 rs はおよそ 8.9 mm, 地球の 3.3×105 倍の質量を持つ太陽でさえそのシュワルツシルト半径はおよそ 3.0 km である。地球の表面においてさえ、ニュートン重力からの一般相対性理論によるずれは10億分の1程度にすぎない。この比は中性子星などの極端に密度の高い物体に対してしかブラックホールにおいて見られるような大きな値にはならない。
シュワルツシルト計量は何もない空間についてのアインシュタイン方程式の解であり、重力源の「外側」についてのみ意味を持つ。つまり、球状物体の半径を R とすると r > R についてしか適用できない。重力源となる物体の外部と内部の両方を取り扱うためには、シュワルツシルトの内部解を初めとする内部解と r = R において適切に接続する必要がある。

## 歴史
シュワルツシルト解の名は、アインシュタインが一般相対性理論を発表してから一ヶ月そこそこでこの厳密解を1915年に初めて見出し、1916年に発表したカール・シュヴァルツシルトを称えて命名された。これは自明な平坦空間解を除けば初めて見付かったアインシュタイン方程式の厳密解である。シュヴァルツシルトはこの論文が発表されてすぐ、第一次世界大戦にドイツ兵として参戦中に病のため亡くなった。
1916年、ヨハネス・ドロステは独立に、より直接的な導出方法を用いてシュワルツシルト解を導いた。
一般相対性理論の黎明期にはシュワルツシルト解を初めとするアインシュタイン方程式の解に現われる特異点をめぐって多くの混乱が見られた。シュヴァルツシルトの原論文では、現在では事象の地平面と呼ばれている面を座標の原点としていた。同論文では、シュワルツシルト動径座標（上式の r）は補助変数として用いられていた。シュヴァルツシルトの方程式においては、シュワルツシルト半径においてゼロとなる別の動径座標が用いられていた。
より完全な特異点構造の解析は後年、ダフィット・ヒルベルトにより与えられ、r = 0 と r = rs の両方が特異点であるとされた。r = 0 における特異点は「真の」物理的な特異点であることが一般の共通理解となっていたが、r = rs における特異点の性質については未だはっきりしなかった。
1921年にはポール・パンルヴェにより、そして1922年にはアルヴァル・グルストランドにより、それぞれ独立に現在ではグルストランド・パンルヴェ座標と呼ばれる、r = rs において特異点を持たない、シュワルツシルト計量の変換にあたる座標が導出された。しかし、彼らはその解を単なる座標変換であると気付いておらず、アインシュタインの説が誤っているという議論に実際用いた。1924年、アーサー・エディントンは、エディントン・フィンケルシュタイン座標と呼ばれる座標変換を初めて用い、r = rs における特異点は座標の取り方による人為的なものにすぎないことを示していたが、やはり彼もこの発見の重要性に気付いていなかった。1932年まで下って、ジョルジュ・ルメートルによりまた異る座標変換（ルメートル座標系）が示され、r = rs における特異点が物理的なものではないことが意識的に初めて示された。1939年、ハワード・ロバートソンは、シュワルツシルト計量上で自由落下を行う観測者は、r = rs を通り過ぎるのに無限の座標時を要するにも関らず、有限の固有時しか要さないことを示した。
1950年、ジョン・シンはシュワルツシルト計量の極大解析拡張を用いてやはり r = rs における特異点が座標による人工物であり、二つの地平面を表わすことを示した。同様の結果が後にセケレシュ・ジェルジおよびマーティン・デイヴィッド・クルスカルによりそれぞれ独立に再発見された。この現在ではクルスカル・セケレシュ座標として知られる新しい座標はシンによるものより大幅に単純であるものの、単一の座標系により全時空を覆うことができた。しかし、ルメートルとシンが論文を投稿した論文誌が有名でなかったためか、彼らの結論は知られることがなく、アインシュタインを含めた主要人物の大部分がシュワルツシルト半径における特異点が物理的なものであると考えていた。
1960年代に入って初めて、微分幾何学というより厳密な道具が一般相対性理論の分野に持ち込まれ、ローレンツ多様体における特異点の意味をより厳密に定義できるようになり、状況が進展した。これにより、シュワルツシルト計量の r = rs における特異点が事象の地平面（一方向にしか通過できない超曲面）であることが決定づけられた。

## 特異点とブラックホール
シュワルツシルト解は r = 0 と r = rs において特異点を持つようにみえる。すなわち、計量のいくつかの成分が発散するのである。シュワルツシルト計量は重力源となる物体の半径 R よりも外側についてしか有効であると考えられないため、R > rs の場合には問題は存在しない。通常の恒星や惑星では常にこの条件が成り立つ。例えば、太陽の直径はおよそ 700000 km であるが、シュワルツシルト半径はわずか 3 km でしかない。
シュワルツシルト座標の r = rs における特異点は座標を二つの非連結な座標パッチに分割する。このうち、r > rs を満たす「シュワルツシルトの外部解」は恒星や惑星の生み出す重力と関係がある。対して、0 ≤ r < rs を満たす「シュワルツシルトの内部解」は r = 0 に特異点を含み、外部とは r = rs の特異点により完全に断絶している。そのため、シュワルツシルト座標は内部と外部で物理的な繋りをまったく持っておらず、別々の解と見做すことができる。しかし、r = rs における特異点は見掛け上のものにすぎない。このような存在を座標特異点と呼ぶ。名前の示すとおり、この特異点は座標の選びかたもしくは座標条件が悪いために生じるものである。座標を適切に変更すれば（例えばルメートル座標、エディントン・フィンケルシュタイン座標、クルスカル・セケレシュ座標、ノビコフ座標、グルストランド・パンルヴェ座標など）、計量は r = rs において正則となり外部の座標パッチと内部の座標パッチを繋ぐことができる。したがって、座標変換を用いれば外部と内部を関連付けることが可能となる。
しかし、r = 0 の場合は話が異る。r がどんな値でも成り立つような解を求めようとすると必ず重力の特異点と呼ばれる真の物理的特異点が原点に生じる。この特異点が真の特異点であることを理解するためには座標の選択によらない量を調べる必要がある。そのような量のうち重要なものとして、下に示すクレッチマン不変量が挙げられる。
{\displaystyle R^{\alpha \beta \gamma \delta }R_{\alpha \beta \gamma \delta }={\frac {12{r_{\mathrm {s} }}^{2}}{r^{6}}}={\frac {48G^{2}M^{2}}{c^{4}r^{6}}}}
r = 0 において曲率は無限大になり、すなわち特異点の存在を示す。この点では計量および時空そのものが良い定義を持ちえない。長い間、このような解は物理的でないと見做されていた。しかし、一般相対性理論がよりよく理解されるにつれて、このような特異点は珍しい特殊例ではなく、この理論にまつわる一般的な特徴であることが明らかになってきた。
r > 0 の全域において成り立つようなシュワルツシルト解を、シュワルツシルト・ブラックホールと呼ぶ。これはいくつかの奇妙な特徴を持っているが、完全に妥当なアインシュタイン方程式の厳密解である。r < rs において、シュワルツシルト座標 r は時間的となり、座標時 t は空間的となる。したがって、r を一定に保つような曲線はもはや粒子や観測者の世界線には成り得ず、どのような力を加えたとしてもこのような軌跡を描くことはできない。このことは時空が著しく曲がっているため原因と結果の向き（粒子の未来光円錐）が特異点にしか向かわないことに起因する。曲面 r = rs はブラックホールの「事象の地平面」と呼ばれるある種の限界を表わしている。これは、光ですら重力から逃れることができなくなる点を表わしている。その半径 R がシュワルツシルト半径よりも小さくなった物理的物体は全て重力崩壊を起こし、ブラックホールとなる。

## 別の座標系
シュワルツシルト解は先に示した式で用いられていた座標とは別の座標系によっても表わすことができる。それぞれの座標はこの解のそれぞれ別の側面を強調している。下表にいくつかの一般的な座標をまとめる。
| 座標系                                             | 線素 | 備考                                                                                           | 特徴                                         |
| -------------------------------------------------- | --- | ---------------------------------------------------------------------------------------------- | -------------------------------------------- |
| エディントン・フィンケルシュタイン座標系（内向き） | {\displaystyle \left(1-{\frac {r_{\mathrm {s} }}{r}}\right)\mathrm {d} v^{2}-2\mathrm {d} v\mathrm {d} r-r^{2}\mathrm {d} \Omega ^{2}}                                                                                               |                                                                                                | 地平面において正則、未来地平面を超えて拡がる |
| エディントン・フィンケルシュタイン座標系（外向き） | {\displaystyle \left(1-{\frac {r_{s}}{r}}\right)\mathrm {d} u^{2}+2\mathrm {d} u\mathrm {d} r-r^{2}\mathrm {d} \Omega ^{2}} |                                                                                                | 地平面において正則、過去地平面を超えて拡がる |
| グルストランド・パンルヴェ座標系                   | {\displaystyle \left(1-{\frac {r_{\mathrm {s} }}{r}}\right)\mathrm {d} T^{2}-2{\sqrt {\frac {r_{\mathrm {s} }}{r}}}\mathrm {d} T\mathrm {d} r-\mathrm {d} r^{2}-r^{2}\mathrm {d} \Omega ^{2}}                                        |                                                                                                | 地平面において正則                           |
| 等方座標系                                         | {\displaystyle {\frac {(1-{\frac {r_{\mathrm {s} }}{4R}})^{2}}{(1+{\frac {r_{\mathrm {s} }}{4R}})^{2}}}{\mathrm {d} t}^{2}-\left(1+{\frac {r_{\mathrm {s} }}{4R}}\right)^{4}(\mathrm {d} x^{2}+\mathrm {d} y^{2}+\mathrm {d} z^{2})} | {\displaystyle R={\sqrt {x^{2}+y^{2}+z^{2}}}}                                                  | 等時間断面において光円錐が等方的             |
| クルスカル・セケレシュ座標系                       | {\displaystyle {\frac {4r_{\mathrm {s} }^{3}}{r}}e^{-r/r_{\mathrm {s} }}(\mathrm {d} T^{2}-\mathrm {d} R^{2})-r^{2}\mathrm {d} \Omega ^{2}}                                                                                          | {\displaystyle T^{2}-R^{2}=\left(1-{\frac {r}{r_{\mathrm {s} }}}\right)e^{r/r_{\mathrm {s} }}} | 地平面において正則、全時空に最大限拡がる     |
| ルメートル座標系                                   | {\displaystyle \mathrm {d} T^{2}-{\frac {r_{\mathrm {s} }}{r}}\mathrm {d} R^{2}-r^{2}\mathrm {d} \Omega ^{2}} | {\displaystyle r=\left[{\frac {3}{2}}(R-T)\right]^{2/3}r_{\mathrm {s} }^{1/3}}                 | 地平面において正則                           |

上の表において、簡潔さのためにいくつかの簡略化を用いた。光速 c は1とした。二次元球面の計量を表わすために {\displaystyle \mathrm {d} \Omega ^{2}=\mathrm {d} \theta ^{2}+\sin(\theta )^{2}\mathrm {d} \phi ^{2}} という表記を用いた。さらに、R および T はそれぞれその座標系における新たな動径座標と座標時を表わす。R および T はそれぞれの座標系によって異なることに注意されたい。

## フラムの双曲面

フラムの双曲面のプロット。重力井戸の概念と混同してはならない。

シュワルツシルト解の R > rs における空間曲率を左図のように図示することができる。シュワルツシルト解の一定時間・赤道面 (θ = π/2, t = const.) における断面を考える。この平面上を運動する粒子の位置は残りのシュワルツシルト座標 (r, φ) により表わすことができる。ここにもうひとつ仮想のユークリッド次元 w（時空の一部ではない）を追加したところを想像してみよう。そして、(r, φ) 平面を w 方向に次のように窪んだ曲面（フラムの双曲面）と置き換える。
{\displaystyle w=2{\sqrt {r_{\mathrm {s} }\left(r-r_{\mathrm {s} }\right)}}.}
この曲面は、その上で測る距離がシュワルツシルト計量により定義するものと一致するという性質を持つ。なぜなら、上記の w の定義により、次の式が成り立つ。
{\displaystyle \mathrm {d} w^{2}+\mathrm {d} r^{2}+r^{2}\mathrm {d} \varphi ^{2}=-c^{2}\mathrm {d} \tau ^{2}={\frac {\mathrm {d} r^{2}}{1-{\frac {r_{\mathrm {s} }}{r}}}}+r^{2}\mathrm {d} \varphi ^{2}}
このため、フラムの双曲面はシュワルツシルト計量における空間の歪みを可視化するのに便利である。しかし、これを重力井戸の概念と混同してはならない。通常の粒子は（質量の有無に関らず）この双曲面上に世界線を辿ることができない。なぜなら、この双曲面上の線分は全て空間的だからである（これはある瞬間における断面であり、全ての動く粒子は無限大の速度を持つことになってしまう）。タキオンを持ち出したとしても、「ゴム膜」のアナロジーをナイーブに当てはめたときに予期されるような軌跡を辿るわけではない。一例をあげれば、この窪みが下向きでなく上向き描かれていたとしても、タキオンの軌跡は中心質量に向かって曲がるのであって離れるように曲がるのではない。
フラムの双曲面は次のように導出することができる。ユークリッド計量の下の距離を円柱座標系 (r, φ, w) を用いて書くと下のように書き下せる。
{\displaystyle \mathrm {d} s^{2}=\mathrm {d} w^{2}+\mathrm {d} r^{2}+r^{2}\mathrm {d} \phi ^{2}}
この曲面を w = w(r) なる関数で表わすことにすると、ユークリッド計量はつぎのように書き下せる。
{\displaystyle \mathrm {d} s^{2}=\left[1+\left({\frac {\mathrm {d} w}{\mathrm {d} r}}\right)^{2}\right]\mathrm {d} r^{2}+r^{2}\mathrm {d} \phi ^{2}}
これをある固定時間の下 (t = const., dt = 0) での赤道面 (θ = π/2) におけるシュワルツシルト計量での距離
{\displaystyle \mathrm {d} s^{2}=\left(1-{\frac {r_{s}}{r}}\right)^{-1}\mathrm {d} r^{2}+r^{2}\mathrm {d} \phi ^{2}}
と比較すると、w(r) の積分表式は次のように書けることがわかる。
{\displaystyle w(r)=\int {\frac {\mathrm {d} r}{\sqrt {{\frac {r}{r_{\mathrm {s} }}}-1}}}=2r_{s}{\sqrt {{\frac {r}{r_{\mathrm {s} }}}-1}}+{\mbox{constant}}}
この解がフラムの双曲面である。

## 軌道運動
シュワルツシルト計量下における粒子は、r > 3rs の場合は安定な円軌道を描くことができる。3rs/2 < r < 3rs の間の場合は円軌道は不安定となり、r < 3rs/2 の場合は円軌道は存在しない。この最小半径 3rs/2 における円軌道は軌道速度が光速となる軌道に対応する。rs < r < 3rs/2 の場合でも円を描かせることはできるが、なんらかの力を加える必要がある。
水星のような非円形軌道では、ニュートン力学から予測されるよりも長い間、動径が小さい部分にとどまる。この事実を、粒子が事象の地平面を超えて永遠に出てこないという場合のあまり極端でない例だと考えることもできる。水星の場合と事象の地平面に落ち込む場合の間の中間例には、例えば、任意の回数だけほぼ円形の軌道を描いたあと外側に戻ってくる「ナイフエッジ」軌道のような直感的でない例が存在する。

## 対称性
シュワルツシルト計量上の等長変換の成す群は10次元ポアンカレ群の、時間軸（恒星のトラジェクトリ）をそれ自身に写すような部分群である。ここには空間並進（3次元）とブースト（3次元）は含まれない。時間並進（1次元）と回転（3次元)は含まれる。したがって、4つの次元を持つ。ポアンカレ群の場合と同様、4つの連結成分が存在する。恒等成分、時間反転成分、空間反転成分、時間空間反転成分である。

## 引用
„Es ist immer angenehm, über strenge Lösungen einfacher Form zu verfügen.“（思い通りに単純な厳密解が得られた時はいつも快い）—Karl Schwarzschild, 1916.